# Stelis rufobrunnea
Stelis rufobrunnea är en orkidéart som först beskrevs av John Lindley, och fick sitt nu gällande namn av Louis Otho Otto Williams. Stelis rufobrunnea ingår i släktet Stelis och familjen orkidéer. Inga underarter finns listade i Catalogue of Life.